# Només Tu
Només Tu, pseudònim de David Fernández, (Granollers, Vallés Oriental, 10 d'octubre de 1999) és un escriptor i artista català. És graduat en comerç i màrqueting i la seva primera aparició en el món de l'escriptura va ser l'any 2017 a través de les xarxes socials. L'any 2019 va ser entrevistat a Catalunya Ràdio en un programa de l'emissora ICat on va començar a presentar els seus escrits. També, va aparèixer com a exemple de l'actual poesia catalana en el diari digital Núvol. i al portal Metacom bcn. En el 2023 parla sobre la poesia reflexiva i el consum de la literatura dins la secció Hola Nació per al diari català Nació Digital.
Els seus escrits són una experiència de lectura fàcil i àgil per al públic, intentant apropar la llengua catalana amb missatges simples combinant els sentiments del dia a dia.
En l'actualitat, pel que fa a xifres a la seva xarxa social més emprada (Instagram) supera els 90.000 lectors.

## Publicacions
El primer llibre de Només Tu, una antologia titulada Millor si t'ho escric, es va publicar el 7 d'abril de 2022 sota la direcció de l'Editorial Montena del grup Penguin Random House. Una col·lecció de frases, poesia i algunes il·lustracions. El llibre està format per frases curtes, seccions... seguint el format característic que utilitza també a les xarxes i que és ràpidament identificable. El llibre també consta de textos més personals. La temàtica d'aquesta lectura rau en sentiments, treball de l'autoestima, l'amor, l'actualitat social, la passió i l'aprenentatge propi. El llibre compta amb una puntuació de 3.45 sobre 5 en la comunitat virtual de catalogació de lectures GoodReads.